# Johan Wunstorp
Johan Wunstorp (* in Wunstorf; † 7. August 1483 in Lübeck) war ein deutscher Jurist und Ratssekretär der Hansestadt Lübeck.

## Leben
Geboren als Johan Reyndes änderte er gemeinsam mit seinem Bruder, dem Syndicus der Stadt Braunschweig Hinrich Wunstorp, den Familiennamen als Herkunftsnamen ab. Er studierte ab 1441 an der Universität Erfurt und schloss mit der Promotion zum Magister ab. 1455 wurde er als Ratssekretär und Protonotar der Stadt Lübeck bestellt und verblieb in diesem Amt bis zu seinem Tode. Er wurde in der Lübecker Katharinenkirche begraben. Als Lübecker Chronist ist er Verfasser eines Teils der lübischen Ratschronik (Abschnitt 1469 bis 1480).
Im Oberstadtbuch, dem Grundbuch der Stadt Lübeck, befindet 1473 sich folgende Eintragung: Herr Michael von Rentelen hinterließ seinen Erben Gertrud von Nudeln und deren Sohn Hans ein Haus in der hiesigen St. Annenstraße, das dem Lübecker Protonotar Johann Wunstorp zugeschrieben war. Innerhalb der Stadt durften nur Lübecker Bürger Eigentümer von Grundbesitz sein. Als Ordensangehöriger und Bischof konnte der Schweriner Weihbischof Michael nicht das Lübecker Bürgerrecht haben und damit Eigentum in der Stadt erwerben, weshalb das Haus in Treuhand auf den Namen des Protonotars eingetragen war.